# キューバ共産党中央委員会第一書記
キューバ共産党中央委員会第一書記（キューバきょうさんとうちゅうおういいんかいだいいちしょき、スペイン語: Primer secretario del Comité Central del Partido Comunista de Cuba）は、キューバ共産党中央委員会の職務上の役職。フィデル・カストロの第一書記就任後は、同党及びキューバ共和国の最高指導者として現在に至るまで位置付けられている。現在の第一書記はミゲル・ディアス＝カネル（第3代）。
ニキータ・フルシチョフ、レオニード・ブレジネフが当時務めていたソビエト連邦共産党第一書記に因んでこのポストが創設された。憲法で明記されているように、社会及び国の優れた指導力を持つ共産党中央委員会を牽引し、党中央委員会政治局会議を招集及び書記局の事務活動を主宰する。第一書記は国家元首 と閣僚評議会議長（2019年まで）を兼務することが慣例となっている。
ホセ・ミゲル・ペレスからホルヘ・ビボまでの数人の指導者は、1年足らずで政局混乱や健康問題を理由に解任されている。カストロ兄弟が1965年から50年余り第一書記の職に留まり続けたが、ミゲル・ディアス＝カネルが第一書記に就いたことでカストロ政権は幕を下ろした。

## 歴代指導者
| 氏名 (生没年)                                           | 肖像                            | 就任                            | 退任                            | 第二書記                           |                                 |                                 |                                 |
| キューバ共産党書記長(1925–1939)                         | キューバ共産党書記長(1925–1939) | キューバ共産党書記長(1925–1939) | キューバ共産党書記長(1925–1939) | キューバ共産党書記長(1925–1939)    | キューバ共産党書記長(1925–1939) | キューバ共産党書記長(1925–1939) | キューバ共産党書記長(1925–1939) |
| ------------------------------------------------------- | ------------------------------- | ------------------------------- | ------------------------------- | ---------------------------------- | ------------------------------- | ------------------------------- | ------------------------------- |
| ホセ・ミゲル・ペレス (1896–1936)                        |                                 | 1925年8月18日                   | 1925年8月31日                   | （不在）                           |                                 |                                 |                                 |
| ホセ・ペーニャ・ビラボア (1891–1927)                    |                                 | 1925年                          | 1926年                          | （不在）                           |                                 |                                 |                                 |
| ホルヘ・ビボ (1890–1950)                                |                                 | 1927年                          | 1933年                          | （不在）                           |                                 |                                 |                                 |
| ブラス・ロカ (1908–1987)                                |                                 | 1933年                          | 1939年                          | （不在）                           |                                 |                                 |                                 |
| 革命的共産主義者同盟中央委員会書記長(1939–1944)         |                                 |                                 |                                 | （不在）                           |                                 |                                 |                                 |
| ブラス・ロカ (1908–1987)                                |                                 | 1939年                          | 1944年                          | （不在）                           |                                 |                                 |                                 |
| 人民社会党中央委員会書記長(1944–1961)                   |                                 |                                 |                                 | （不在）                           |                                 |                                 |                                 |
| ブラス・ロカ (1908–1987)                                |                                 | 1944年                          | 1961年6月21日                   | （不在）                           |                                 |                                 |                                 |
| 革命組織連合中央委員会第一書記(1961-1962)               |                                 |                                 |                                 |                                    |                                 |                                 |                                 |
| フィデル・カストロ (1926–2016)                          |                                 | 1961年7月26日                   | 1962年3月26日                   | ラウル・カストロ                   |                                 |                                 |                                 |
| キューバ社会主義革命連合党中央委員会第一書記(1962–1965) |                                 |                                 |                                 |                                    |                                 |                                 |                                 |
| フィデル・カストロ (1926–2016)                          |                                 | 1962年3月26日                   | 1965年10月3日                   | ラウル・カストロ                   |                                 |                                 |                                 |
| キューバ共産党中央委員会第一書記(1965–現在)             |                                 |                                 |                                 |                                    |                                 |                                 |                                 |
| フィデル・カストロ (1926–2016)                          |                                 | 1965年10月3日                   | 2011年4月19日                   | ラウル・カストロ (1965–2011)       |                                 |                                 |                                 |
| ラウル・カストロ (1931–)                                |                                 | 2011年4月19日                   | 2021年4月19日                   | ホセ・ラモン・マチャド (2011–2021) |                                 |                                 |                                 |
| ミゲル・ディアス＝カネル (1960–)                        |                                 | 2021年4月19日                   | 現職                            |                                    |                                 |                                 |                                 |